# Trish Stratus
Patricia Anne Stratigias (Richmond Hill (Ontario), 18 december 1975), beter bekend onder haar worstelnaam Trish Stratus, is een Canadees professioneel worstelaarster, fitnessmodel en comédienne.
Ze heeft op 17 september 2006 afscheid genomen van haar fans nadat haar contract was afgelopen en ze niet getekend had voor een nieuw contract. Op 17 september 2006 was ook de dag van de pay-per-view Unforgiven, waar zij haar laatste match had, tegen Lita voor de WWE Women's Championship. Deze match won zij en daardoor was ze wederom Women's Champion geworden, en zo ook als kampioen vertrok.
Stratus staat bekend als de eerste vrouw in de geschiedenis van de WWE die het WWE Women's Championship zeven keer heeft gewonnen, drie keer zo veel als de viermaal van The Fabulous Moolah ook bekend door de WWE.
Als fitnessmodel stond Stratus op de voorkant van een groot aantal van de grotere gezondheids- en fitnesstijdschriften zoals Musclemag, Flare en Total Women's Fitness. Ze heeft ook een kalenderserie genaamd "Dream Team" uitgebracht samen met collegamodel Stacey Lynn. Als worstelaar werd ze door de WWE uitgeroepen tot Diva van het Decennium tijdens Raw's 10e jubileumshow. Ze werd tussen 2001 en 2003 driemaal uitgeroepen tot WWE Babe of the Year, maar werd in 2004 verslagen door Stacy Keibler. Ze was oorspronkelijk van plan om arts te worden.

## Carrière
In 1997, tijdens het begin van de Attitude Era bij de WWE, was Stratus student aan de York University in Toronto, op weg naar een B.Sc. in biologie en kinesiologie met de intentie om zich aan te melden voor een studie geneeskunde. Echter tijdens de winter van 1997 was er een staking door de vakbond van de faculteit, die meer dan twee maanden duurde. Dit dwong Stratigias om te wachten en werk te vinden tot het conflict over was. Nadat ze een baantje in de plaatselijke fitnessschool had gekregen, gaf ze toe aan de druk van haar omgeving om fitnessmodel te worden voor Muscle Magazine. Rond diezelfde tijd, werd ze medepresentator van een Canadese worstel talkshow die Live Audio Wrestling heette. Zo werd ze opgemerkt door de WWE, wiens agenten Stratus vertelden dat ze vonden, dat ze meer dan haar uiterlijk te bieden had, en gaven aan dat ze zou moeten beginnen met te trainen voor een worstelcarrière. Kort daarna begon Stratus te trainen bij de school van Ron Hutchinson, dit was dezelfde locatie waar WWE Supersterren zoals Edge en Christian ook hadden getraind voor de ring. De WWF nam opnieuw contact met haar op aan het einde van 1999, toen was Stratus klaar om haar carrière als professioneel worstelaar te beginnen onder de ring-naam Trish Stratus. Ze was sinds haar jeugd al fan, in die tijd idealiseerde ze Hulk Hogan.

### 2000
Haar eerste WWF verschijning vond plaats tijdens de 19 maart editie van Sunday Night Heat. Stratus verscheen op de runway, een aantal WWF Superstars keurend, vooral Test en Prince Albert. Niet lang daarna kreeg Stratus haar eerste rol in het bedrijf, als manager van Test en Albert in het tag team T & A. Tijdens haar periode als manager van T & A kreeg Stratus haar eerste voorproefje van straf in de ring, doordat ze door de Dudley Boyz door een tafel werd gegooid. Ze daagde de Dudley Boyz wekenlang uit, vooral Bubba Ray Dudley die bekendstond om zijn voorliefde om vrouwen door tafels te gooien, zoals Mae Young en The Kat. Anders dan de diva's die haar voor gingen, was dit alleen naar de voorkeur van Stratus, die graag in de ring wilde deelnemen.
Stratus werd steeds meer fysiek betrokken bij de actie, waar ze bumps van Superstars als The Big Show en Chyna onderging, en zelf een "stinkface" van Rikishi ontving. Het duurde dan ook niet lang voordat Stratus deelnam aan werkelijke matches, zoals een six-person tag team match tijdens Fully Loaded op 23 juli. Daarbij verscheen Stratus samen met T & A op Raw om het op te nemen tegen de Hardy Boyz en Lita. Ondanks dat Stratus en haar team de wedstrijd verloren, ging ze die avond niet weg zonder haar punt te maken en ging door, door Lita te slaan met een leren riem voordat ze de ring verliet. Stratus was later de manager van Val Venis die toen de Intercontinental Championship won, maar leek het managen te ontgroeien terwijl ze grote dingen voor zichzelf in gedachten had. Onder deze voornemens diende ook een uitdaging voor het WWF Women's Championship aan, met een aantal gelegenheden tegen Lita en Ivory, alhoewel deze pogingen niet echt succesvol waren.

### 2001

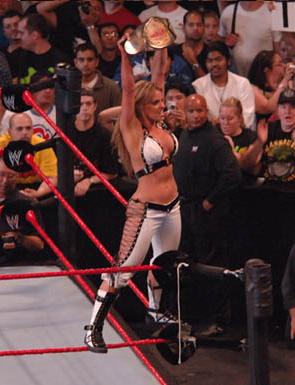
Stratus in 2002

In het begin van 2001 raakte Stratus betrokken in een verhaallijn met WWF Chairman Vince McMahon, in een periode dat Vince's vrouw Linda was "opgenomen" nadat Vince tot een scheiding had aangedrongen tijdens een liveshow in Madison Square Garden in december 2000. De relatie tussen Vince en Stratus zorgde ervoor dat de dochter van de baas, Stephanie McMahon-Helmsley kwader werd en tijdens No Way Out op 25 februari, vochten Stratus en Stephanie tegen elkaar, waar "The Billion-Dollar Princess" won, dankzij bemoeienis van William Regal. Tijdens een tag team match waarbij Vince en Trish tegen Regal en Stephanie vochten werd Trish het slachtoffer van een valstrik van Vince, Stephanie en Regal. Regal voerde een "Regal Cutter" uit op Stratus, waarna Stephanie met een mop Stratus gezicht bewerkte metmodder en gooide daarna de gehele modder emmer over het lichaam van Stratus. Vince stond over Stratus heen en vertelde haar dat ze een speeltje was waar hij genoeg mee had gespeeld.
De week er op, op RAW verontschuldigde Stratus zich tegenover Vince vanwege de opschudding die zij had veroorzaakt in zijn leven. Vince zei dat hij de excuses accepteerde als ze op haar handen en knieën door de ring zou gaan en ze als een hond zou blaffen. Tot ieders grote schok deed ze dit. Weinigen wisten echter dat dit een deel van het grote plan was dat Stratus had bedacht om Vince te beschamen en tijdens WrestleMania X-Seven een maand later werd het allemaal duidelijk. Tijdens een Street Fight tussen Vince en zijn zoon, toen World Championship Wrestling (WCW) "eigenaar" Shane McMahon, duwde Stratus een schijnbaar bewegingsloze Linda McMahon in een rolstoel naar de ring. Toen de actie zich naar de vloer verplaatste stond Linda op uit haar rolstoel en schopte Vince in zijn kruis, waardoor Shane de controle over de match kreeg en uiteindelijk zijn vader kon pinnen.
Toen haar situatie met de McMahon familie was beëindigd, focuste Stratus zich op het fulltime worstelen. Op 23 april tijdens "Raw", was Stratus backstage de video "Divas in Hedonism" aan het promoten toen ze tegen Mr.McMahon opliep. Vince plaatste haar in een match tegen Ivory, met als aantekening, dat wanneer ze zou verliezen, ze zich bij Right to Censor zou moeten voegen. Desondanks liet Stratus zien dat ze zich had verbeterd in de ring en kon Ivory pinnen na een gemodificeerde bulldog.
Tijdens de WCW/ECW Invasion storyline, probeerden Stratus en Lita hun verleden achter zich te laten en gingen ze samen proberen de alliance meisjes, Stacy Keibler en Torrie Wilson uit te schakelen. Tijdens de Invasion Pay Per View versloegen de twee WWF Diva's Wilson en Keibler in de eerste tag team Bra and Panties match met Mick Foley als de "special guest referee". De volgende avond tijdens RAW raakte Stratus geblesseerd tijdens een "Paddle on a Pole" match tegen Wilson. Ze onderging enkele chirurgische ingrepen later die zomer. Het duurde minstens vier maanden voor Stratus weer volledig genezen zou zijn en haar worstel-ambities weer kon nastreven. Terwijl ze fysiotherapie onderging, bleef Stratus zichtbaar door WWF Excess op TNN te presenteren. Wanneer ze geen show deed, ging ze door met trainen en therapie, waardoor ze zichzelf voorbereidde voor een terugkeer in de ring. Ze ontving uitgebreide ring-training van Finlay, een voormalige WCW Television Champion. Finlay's lessen deden Stratus goed, toen ze terugkeerde in de ring was ze beter voorbereid voor de strijd dan ooit.
Haar terugkeer kwam tijdens Survivor Series op 18 november in een Six-Pack Challenge voor het beschikbare WWE Women's Championship. Tijdens deze gebeurtenis streed ze met Lita, Mighty Molly, Jacqueline, Ivory, en voormalige Extreme Championship Wrestling (ECW) ster, Jazz. Stratus pinde Ivory nadat ze haar nieuwe Stratusfaction finishing move liet zien, een aangepaste bulldog headlock. Stratus bracht de headlock aan, klom op de touwen en midden in de lucht schoot ze zichzelf terug naar de vloer met het hoofd van haar tegenstander nog steeds in haar armen. Stratus won zo haar eerste WWE Women's Championship.

### 2002
Alhoewel ze duidelijke verbeteringen in de ring liet zien, verdedigde ze regelmatig haar kampioenschap, zodat ze uiteindelijk haar titel verloor aan Jazz door een submission tijdens een aflevering van RAW in februari 2002. De rest van het jaar nam ze deel aan feuds met Lita, Molly Holly en Victoria en won de titel nog twee keer. Aan het eind van 2002 was Stratus driemaal Women's Champion.
Stratus won de Hardcore Championship van Crash Holly op 6 mei, voordat ze het diezelfde avond weer verloor aan Steven Richards. Stratus werd ook de populairste Diva van de WWE, zodat ze de voorkant van de in 2002 WWE Divas bikini editie sierde (een alternatieve voorkant met Lita), en won ook de Woman of the Year achievement award dankzij stemmen van het Pro Wrestling Illustrated tijdschrift. Tijdens de scheiding van de shows tussen RAW en SmackDown!, werd Stratus naar RAW gezonden.

### 2003
In 2003 werden de diva's steeds actiever en groter qua niveau. De term diva betekende nu meer agressiviteit en assertiviteit dan schoonheid en uiterlijk. Dit werd zeer duidelijk toen Stratus aan matches deelnam die meer gebaseerd waren op wedstrijd niveau dan schoonheid alleen. Na een bittere rivaliteit met Victoria, die tegen Stratus vocht in meerdere hardcore matches, streed Stratus met een rivale uit het verleden, Jazz. De uitdrukking of het gezicht van Stratus toen haar vroegere rivale Jazz haar bruut aanviel is een beeld dat de fans altijd zullen onthouden. Nu stond Stratus tegenover twee vrouwen die een bittere haat koesterden tegen de schoonheid uit Toronto, wat uiteindelijk tot een hoogtepunt zou komen in een triple threat match voor het WWE Women's Championship.
Tijdens WrestleMania XIX op 30 maart, won Stratus haar vierde WWE Women's Championship in een triple threat match tegen twee van haar grootste rivalen, een psychotische Victoria en Jazz. Ondanks dat ze haar titel weer verloor tegen Jazz de match erna, bleef Stratus op een volgende titel jagen. Stratus nam deel in een verhitte feud met nieuwkomer Gail Kim, die het Women's Championship in haar eerste uitgezonden WWE match won, door een battle royal te winnen. Een miscommunicatie tussen Stratus en Kim tijdens een tag team match in Raw (waarbij Stratus een Chick Kick misplaatste en haar partner raakte) zorgde voor een verbitterde Kim.
Twee weken later leek de voormalige kampioen Kim, die haar titel de week ervoor aan Molly Holly had verloren, Stratus te redden van een twee-tegen-één aanval door Molly en Victoria. Kim hielp Stratus overeind te komen voordat ze haar een closeline gaf richting de mat. Kort daarna benaderde Molly Kim met het idee om Stratus worstelcarrière voor altijd te beëindigen en voor een periode leek het te gaan lukken. Dankzij de hulp van een terugkerende Lita was het Stratus die het laatst lachte.
Oktober 2003 was het begin van de periode die de meest emotionele periode in Stratus WWE carrière zou zijn; de driehoeksverhouding tussen Stratus, Chris Jericho, en Christian. Tijdens een avond op RAW, terwijl Stratus werd aangevallen door Victoria en Steven Richards, rende Jericho naar de ring en joeg de aanvallers weg. Zelfs Trish leek geen idee te hebben waarom. Snel begon Stratus echter warme gevoelens te koesteren voor Jericho, omdat ze een kant van hem zag die veel fans en andere deelnemers niet vaak zagen. Een kant die veel warmte, bezorgdheid en compassie liet zien. Stratus en Jericho leken heel blij met elkaar te zijn. Tegelijkertijd zocht Jericho's vriend en tag team partner Christian de avances van Stratus' vriendin Lita op. Het bleek uiteindelijk allemaal een heel andere wending te krijgen toen op de aflevering van RAW op 1 december Jericho en Christian gehoord werden toen ze in de kleedkamer de affectie van Stratus en Lita belachelijk maakten en onthulden dat ze een weddenschap hadden met elkaar (voor 1 Canadese dollar) om te zien wie het eerst met de Diva van hun keuze naar bed zou gaan. Stratus, die Jericho een handgemaakte Canadees hockey shirt cadeau kwam geven, hoorde ieder woord en lach van buiten de kleedkamer en barstte in tranen uit.
De week erna confronteerden Stratus en Lita Jericho en Christian voor het landelijk kijkers publiek tijdens RAW en vielen ze aan, wat leidde tot een "battle of the sexes" tag team match gehouden tijdens Armageddon op 14 december. Terwijl het leek als of Christian er van genoot, dat hij zijn vrouwelijke tegenstanders kon verslaan, leek Jericho er geen deel aan te willen nemen. Blijkbaar had Jericho werkelijk gevoelens voor Trish gaan ontwikkelen en had er moeite mee om met haar te vechten. Stratus leek er wel meer van te genieten om Jericho in te maken dan Jericho dat had. Snel werd het duidelijk dat Jericho zich heel schuldig voelde over de weddenschap om 1 Canadese dollar.
Eerst wilde Stratus Jericho geen vergeving tonen, maar leek zijn excuses genoeg te kunnen accepteren om vrienden te worden. Ondertussen begon Christian jaloezie te ontwikkelen en beschuldigde Stratus ervan dat ze een wig dreef in zijn partnerschap met Jericho en noemde haar "Yoko Ono." Maar snel werd duidelijk dat Christian ook gevoelens begon te koesteren voor Trish. Hij gaf dit toe aan Jericho, maar in Trish haar gezicht bleef hij het ontkennen.

### 2004
Het leek allemaal geheel duidelijk te worden op 23 februari tijdens RAW toen Christian het in een één-op-één match tegen Stratus zou opnemen. In de kleedkamer voor de wedstrijd, beloofde Christian (die een vriendschap veinsde met Trish) dat hij haar toe zou staan om hem te pinnen. Desondanks sloeg hij Stratus in de ring neer en bracht haar in Jericho's submission hold, de Walls of Jericho. Stratus was een aantal weken buiten actie door blessures en Christian genoot van zijn acties. Tijdens WrestleMania XX op 14 maart in Madison Square Garden zou Christian dan ook vechten tegen zijn voormalige beste vriend Chris Jericho.
Het leek alsof deze lange en intense storyline tot een einde zou komen tijdens Wrestlemania. Onbekend bij de aanwezige fans, was het slechts een opwarmertje. Stratus kwam aan het einde van de match naar de ring en leek duidelijk achter Jericho te staan. Christian leek te walgen van Stratus aanwezigheid en trok haar gewelddadig in de ring en probeerde haar aan te vallen. Jericho redde haar, maar toen hij naar beneden leunde om zijn gevallen vriendin te helpen, trok Stratus hem aan zijn elleboog, waarschijnlijk gelovend dat het Christian was. Haar elleboog schampte Jericho's slaap en Christian pinde Jericho en won. Na de match leek Stratus zich geheel te excuseren, maar terwijl zij en Jericho in de ring aan het ruziën waren, kwam Christian terug naar de ring, waarbij het leek dat hij opnieuw Stratus op een gewelddadige en hatelijke manier zou aanvallen. Terwijl Jericho haar probeerde naar achter de trekken, zagen de fans een verandering van Stratus.
Stratus leunde naar achter en sloeg Jericho tweemaal in zijn gezicht, die Christian volgde met zijn Un-Prettier. Christian en Stratus liepen weg terwijl ze elkaars hand vasthielden, terwijl ze hun voormalige vriend belachelijk maakten die in de ring zat met een uitdrukking van ongeloof op zijn gezicht. Voor ze weggingen greep Christian Stratus haar, trok haar naar zijn lippen en kuste zijn nieuwe vriendinnetje passievol.
De volgende avond tijdens RAW, nadat de twee Spike Dudley verpletterden in een onaangekondigde aanval, vertelde Stratus dat ze Jericho nooit werkelijk had vergeven voor de Canadese-dollar weddenschap, hoe haar gevoelens van verdriet en pijn, haar voor maanden hadden verscheurd terwijl ze op de ultieme wraak loerde. Ze onthulde aan haar fans dat ze "houdt van wild" en eindigt haar promo door te verklaren aan Jericho en de wereld, "You can't get no... Stratusfaction."
Het verbond tussen Stratus en Christian duurde verscheidene maanden door en zag ook de toevoeging van een probleem oplosser, Tyson Tomko. Terwijl de feud tussen Jericho en Christian zijn einde naderde, concentreerde Stratus zich op het Women's Championship. Tijdens Bad Blood op 13 juni verdedigde Victoria haar Women's Championship in een Fatal Four Way Elimination Match. Lita leek te gaan zege vieren, nadat ze een DDT had uitgevoerd op Gail Kim, maar Stratus kwam terug voor de genadeslag, pinde Lita van achteren voor de overwinning en de titel. Deze winst was historisch voor Stratus, omdat ze de eerste vrouw werd die vijfmaal het WWE Women's Championship won. Stratus behield de titel voor de opvolgende zes maanden, alle uitdagingen verslaand en het record voor de kortste match in worstel geschiedenis verbeterde door Nidia te pinnen in slechts 3 seconden tijdens RAW op 5 juli. Een opmerkelijke feud tijdens haar titelrun was met Christy Hemma toen Jonathan Coachman op het punt stond om de winnaar van de eerste Diva Search Contest bekend te maken, waarna de muziek van Trish begon te spelen en ze naar de ring kwam in een korte blauwe jurk. Ze waarschuwde de eventuele Diva Search Winnaar dat ze haar zou ontgroenen als deel van haar "welkomst feestje" de week erna tijdens RAW.
Uiteindelijk, nadat ze Lita maanden had gekweld met haar huwelijk met Kane en het verlies van haar baby, verdedigde Trish haar titel tegen Lita tijdens Survivor Series op 14 november. Lita ging helemaal los op haar tegenstander, ze sloeg Trish met een stalen stoel en gooide haar tegen de ring trap waardoor ze haar neus brak. Trish won de match door diskwalificatie, maar enkele weken later boekte Chris Jericho die, die avond General Manager was een andere titel verdediging voor Trish tegen Lita op 6 december tijdens RAW. Lita hield stand en voerde een Twist of Fate uit op Trish en een moonsault en won zo het kampioenschap.

### 2005
Op 9 januari tijdens New Year's Revolution in Puerto Rico, verdedigde Lita haar titel tegen Stratus. Tijdens deze wedstrijd scheurde Lita haar kruisbanden, toen ze een Lou Thesz press van de zijkant van de ring naar de grond van de arena uitvoerde. Trish nam hier snel het voordeel uit en schopte Lita met een Chick Kick tegen het hoofd om zo haar zesde Women's Championship periode in te luiden. Stratus verdedigde haar titel succesvol tijdens WrestleMania 21 op 3 april tegen de Diva Search winnares Christy Hemme.
In mei 2005 werd Stratus uit de competitie gehaald doordat ze een gescheurde wervel had. In de verhaallijn werd ze aangevallen door Viscera nadat hij faalde om Lita's echtgenoot Kane uit te schakelen. Ze viel hem af na de match en hij gaf haar een bear hug gevolgd door een big splash.
Op 12 september keerde Stratus terug naar RAW en werd opnieuw face door samen te spannen met Ashley Massaro tegen Torrie Wilson, Candice Michelle en Victoria. Op 18 september tijdens Unforgiven versloegen Stratus en Ashley, Victoria en Wilson in een tag team match en opnieuw tijdens WWE Homecoming's Bra and Panties Match. Een week later maakte Trish Stratus' "number one fan" Mickie James haar debuut, waarbij ze Stratus en Ashley redde van aanval van Victoria.
Stratus verdedigde haar titel succesvol in een "Fulfill Your Fantasy" Diva battle royal tijdens Taboo Tuesday.
Trish Stratus ontmoette voor het eerst Melina in de ring op 14 november in een diva battle royal. Melina elimineerde Stratus om de match te winnen. Op de aflevering van 21 november van RAW, werd Stratus ontvoerd door twee gemaskerde mannen en werd naar een stil deel van de arena gedragen. Toen ze Stratus vastgebonden hadden aan een stoel onthulden ze zichzelf als Joey Mercury en Johnny Nitro van MNM, op instructie van Melina. Melina daagde Trish toen uit voor een match om het Women's Championship de volgende zondag tijdens Survivor Series, waar Stratus mee toestemde. Melina schopte Stratus tegen haar hoofd en duwde haar en de stoel om. Op de Survivor Series op 27 november won Stratus dankzij bemoeienis van Mickie James, waardoor ze Melina versloeg om de titel te behouden.
Op de aflevering van RAW op 26 december initieerde Mickie James een "intieme" kus met Stratus onder de mistletoe. De verraste Stratus geloofde het niet en rende weg van de situatie waardoor James in de stress schoot. Mickie James was in een andere compromitterende situatie met de kampioen de volgende week. Gefrustreerd dat Trish haar avances niet beantwoordde, zocht James Stratus op in de douche. Ze pakte Stratus' handdoek en wilde deze niet teruggeven voordat Trish naar haar luisterde. Uiteindelijk gaf Mickie Trish haar handdoek terug, maar niet voordat ze haar een compliment gaf met haar mooie borsten.

### 2006
De ongebruikelijke partnerschap tussen James en Stratus duurde voort in 2006, waarbij Stratus James versloeg in een match om het Women's Championship tijdens New Year's Revolution. Ondanks dat ze verslagen werd, bleek James verliefd op Stratus. Haar fixatie met Stratus leidde tot een rivaliteit tussen James en Ashley Massaro, die de verliefde James een "psycho" noemde. Op hetzelfde moment bleek James te proberen om Stratus te verleiden en liet op een gegeven moment tijdens de date van Trish, Jack arresteren op valse gronden. In het begin van maart confronteerde Stratus James hiermee en vertelde haar dat ze ruimte nodig had. Het duo kwam weer kort bij elkaar op 18 maart tijdens Saturday Night's Main Event en ze vormden een team om Candice Michelle en Victoria te verslaan. Midden in de match keerde James zich tegen Stratus en viel haar aan met een Mick Kick en de "Stratusfaction". James versloeg Stratus voor het Women's Championship tijdens WrestleMania 22.
Stratus en James raakten verwikkeld in diverse gedachte spelletjes in april, waarbij James zich kleedde als Stratus (compleet met blond geverfd haar) en omgekeerd. Op de aflevering van RAW op 17 april bracht Stratus (gekleed als James) een vastgebonden Jack naar de ring en vertelde hem dat "de ware Trish Stratus" zou proberen om hem te redden. James was in de war en jaagde Stratus uit de ring en viel Jack toen aan omdat hij haar "bedrogen" had. De rivalen vochten met elkaar voor het Women's Championship tijdens Backlash, waarbij Stratus won door diskwalificatie nadat James weigerde om een wurggreep los te laten. Tijdens de duur van de match was de schouder van Stratus uit de kom geraakt en had ze zes weken nodig om te herstellen. Ze ging door met haar feud met James tijdens mei, en bracht Beth Phoenix met zich mee, totdat Phoenix een gebroken kaak opliep.
Stratus keerde terug naar de ring aan het einde van juni en vormde een team met Carlito tegen Melina en Johnny Nitro. In augustus begonnen Stratus en Carlito, toen een koppel op televisie, een feud met Edge en Lita. Aan het einde van augustus verklaarde Lita dat Stratus op zou houden met worstelen na hun gevecht tijdens Unforgiven; dit werd later bevestigd door Stratus. Stratus worstelde haar laatste Raw match op 11 september 2006 in Madison Square Garden waarbij ze Mickie James versloeg, die ze knuffelde na afloop van de match. Tijdens Unforgiven versloeg Stratus Lita om een recordbrekende zevende Women's Championship te winnen. De titel werd daarna beschikbaar gesteld.

## In worstelen
- Finishers
  - Chick Kick (Roundhouse kick)
  - Stratusfaction (Springboard bulldog)
  - Air Canada (Thesz press gevolgd door vuisten, af en toe van de ring apron)
- Signature moves
  - Backhand chop, soms voorafgeegaan door het likken van de palm van haar hand
  - Bicycle kick
  - Corner foot choke
  - Diving clothesline
  - Diving crossbody
  - Hurricanrana
  - Japanese arm drag
  - MaTrish (Matrix evasion)
  - MaTrish Reloaded / MaTrish Revolutions / Whirlybird Headscissors (Handstand swinging headscissors)
  - Meerdere variaties op de bulldog
    - Diving
    - One-handed
    - Running
    - Wheelbarrow

  - One-arm neckbreaker slam
  - Gelijktijdige side headlock en headscissors takedown combinatie op twee tegenstanders
  - Spinebuster
  - Springboard sunset flip
  - Stratusphere (Turnbuckle handstand headscissors takedown)
  - Stratus Splash (Stinger splash)
  - Top rope frankensteiner
  - Turnbuckle mounted rear naked choke
  - Victory roll
- Worstelaars managed
  - Albert
  - Mickie James
  - Big Show
  - Kurt Angle
  - Christian
  - Bubba Ray Dudley
  - Chris Jericho
  - Ashley Massaro
  - Test
  - Tyson Tomko
  - Val Venis
  - Viscera
  - Vince McMahon
  - Jeff Hardy
  - Beth Phoenix

## Erelijst
- WWE Hall of Fame class of 2013
- Fighting Spirit magazine
  - Double X Award (2006)
  - Three Degrees Award (2006)
- Pro Wrestling Illustrated
  - PWI Woman of the Year (2002, 2003, 2005, 2006)
- World Wrestling Federation / World Wrestling Entertainment
  - WWF/WWE Women's Championship (7 keer)
  - WWE Hardcore Championship (1 keer)
  - WWE Hall of Fame (Class of 2013)
  - WWF/WWE Babe of the Year (3 keer)
  - Diva of the Decade

## Werk buiten worstelen
Stratus is tweemaal verschenen op Mad TV en heeft opgetreden in verscheidene comedy shows in Canada waaronder Royal Canadian Air Farce. Ze heeft opgetreden op het toneel bij Second City en het Canada's Walk of Fame gala 2006 gepresenteerd, waar ze naast haar presenteer verplichtingen ook een zing en dans act opvoerde als eerbetoon aan de nieuwe leden.
Stratus heeft een lied opgenomen dat "I Just Want You" heet, als deel van het door de WWE geproduceerde verzamelalbum WWE Originals. Ze is fan van Lil' Kim, die haar huidige theme song uitvoert.
Stratus heeft meerdere malen geweigerd naakt te poseren voor Playboy. In een interview van 15 maart 2005 in Byte This! (een online talk show), zei ze het volgende:
"I just feel that I want to leave my mark in the ring. And I want to walk away, [unlike how] people will say about Torrie Wilson, 'Oh yeah, she's the one that did Playboy.' And I don't want that to be overshadowed by anything I do in the ring. I want people to go 'Oh right, Trish Stratus. She was the greatest Women's Champion ever.'"

## Persoonlijk leven
Stratus moeder Alice is een lerares van Poolse afkomst, en haar vader John is een makelaar van Griekse afkomst. Ze heeft twee jongere zussen: Christie en Melissa.
Stratus trouwde met haar vriend die ze al 14 jaar had, Ron op 30 september 2006 met meerdere (voormalige) WWE sterren onder haar gasten. Haar speciaal gemaakte bruidsjurk stond op de voorkant van Today's Bride Magazine.
Stratus haar bekende uitspraak is "Stratusfaction Guaranteed," waarbij "True Stratusfaction" het gevoel is om continu uitgedaagd te worden en dit steeds opnieuw aan te kunnen. Haar motto is "Preparedness meets opportunity."